# Szadegan
Szadegan – miasto w Iranie, w ostanie Chuzestan. W 2006 roku liczyło 48 642 mieszkańców.